# Beniamino Gigli-Preis

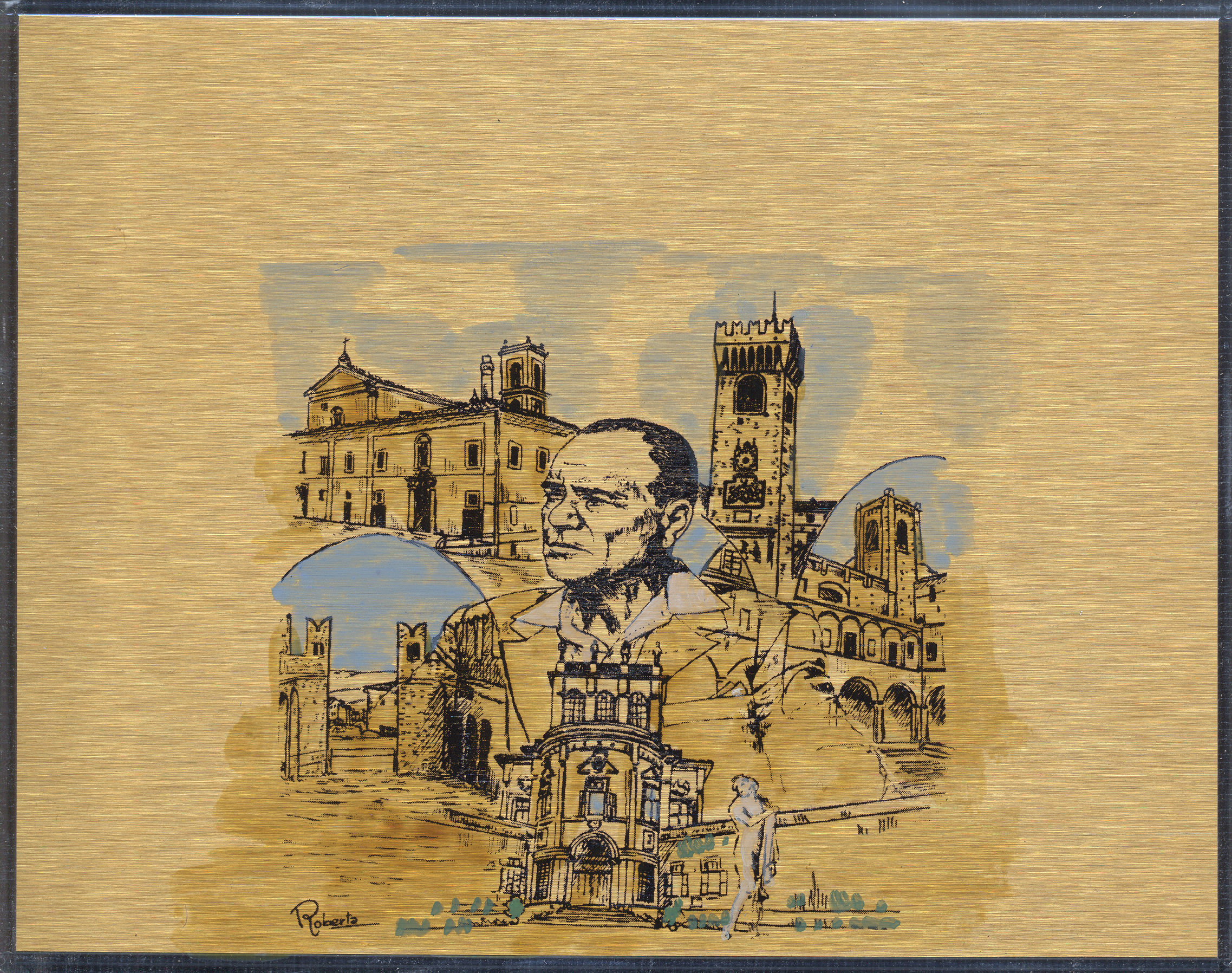
Die Preisplakette

Der Beniamino-Gigli-Preis ist ein finnischer Musikpreis, der an Künstler verliehen wird, die Forschungen und musikalische Studien über Beniamino Gigli durchführen. Der finnische Beniamino-Gigli-Club, der der Finnischen Nationaloper und dem Finnischen Nationalballett angegliedert ist, rief den Preis 1993 ins Leben. Der Preisträger wird vom Vorstand des Vereins ausgewählt.
Die Auszeichnung wurde von der Firma Roberta Arti Grafiche aus den Marken entworfen und zeigt Beniamino Gigli und einige Einblicke in Recanati.

## Preisträger
| Jahr | Preisträger                           | Kategorie          |
| ---- | ------------------------------------- | ------------------ |
| 1993 | Raimo Sirkiä                          | Tenor              |
| 1994 | Peter Lindroos                        | Tenor              |
| 1995 | Raili Viljakainen                     | Soprano            |
| 1996 | Pietro Ballo                          | Tenor              |
| 1997 | Riitta-Liisa Kyykkä                   | Pianist            |
| 1998 | Roberto Bencivenga                    | Tenor              |
| 1999 | Rossella Redoglia                     | Soprano            |
| 2000 | Fabio Armiliato                       | Tenor              |
| 2001 | Stefano Secco                         | Tenor              |
| 2002 | Hannu Jurmu                           | Tenor              |
| 2003 | Salvatore Fisichella                  | Tenor              |
| 2004 | Gabriella Colecchia                   | Mezzosopran        |
| 2005 | Giorgio Casciarri                     | Tenor              |
| 2006 | Simona Baldolini                      | Soprano            |
| 2007 | Francisco Casanova                    | Tenor              |
| 2008 | Andrea Cesare Coronella (Cesare Dina) | Tenor              |
| 2010 | Maurizio Graziani                     | Tenor              |
| 2011 | Roberto De Biasio                     | Tenor              |
| 2012 | Domenico Menini                       | Tenor              |
| 2013 | Ivanna Speranza                       | Soprano            |
| 2014 | Andrea Carè                           | Tenor              |
| 2015 | Mika Kares                            | Bass               |
| 2015 | Liisa Pimiä                           | Pianist            |
| 2016 | Mario Leonardi                        | Tenor              |
| 2016 | Torsten Brander                       | Musical influencer |
| 2017 | Camilla Nylund                        | Soprano            |
| 2018 | Gilda Fiume                           | Soprano            |